# تانر يالتشين
تانر يالتشين (مواليد 18 فبراير 1990 في كولونيا - ألمانيا) لاعب كرة قدم ألماني يلعب حاليا لصالح نادي الدرجة الأولى كولن الألماني منذ 2003 في مركز الوسط المحوري .

## روابط خارجية
- تانر يالتشين على موقع الاتحاد الأوربي (الإنجليزية)
- تانر يالتشين على موقع اتحاد تركيا (لاعب) (الإنجليزية)
- تانر يالتشين على موقع قاعدة بيانات كرة القدم.إي يو (الإنجليزية)
- تانر يالتشين على موقع بيانات كرة القدم. دي إي (الألمانية)
- تانر يالتشين على موقع Soccerway.com (الإنجليزية)
- تانر يالتشين على موقع عالم كرة القدم.نت (الإنجليزية)